# Морияма, Дайдо
Дайдо Морияма (яп. 森山 大道 Морияма Дайдо:, 10 октября 1938) — японский фотограф. Родился в г. Икэда (Осака). Один из крупнейших фотохудожников последних десятилетий в Японии и за её пределами. Наиболее известны его уличные фотографии (ночного Синдзюку и других районов Токио), снятые в характерной для автора манере, которой присущи спонтанность, высокая контрастность и расфокусированность изображения. Морияма сочетает глубоко индивидуальный, авторский подход к печати фотографий со съёмкой, осуществляемой обычной компактной камерой к тому же зачастую без использования видоискателя (также есть серии работ, снятые на фотоаппараты «Полароид» и «Хольга»). Творческим манифестом Морияма считается его фотоальбом «Прощай, фотография!» (1972). О фотографе снято два документальных фильма.

## Избранные фотоальбомы
- 1968 — Японский театр. Фотоальбом (にっぽん劇場写真帖)
- 1972 — Прощай, фотография! (写真よさようなら)
- 1972 — Охотник (狩人)
- 1982 — Свет и тень (光と影)
- 1995 — Собачье время (犬の時間（とき）)
- 2002 — Синдзюку (新宿)
- 2005 — Морияма. Синдзюку. Араки. (森山・新宿・荒木)